# Machtesch Ramon

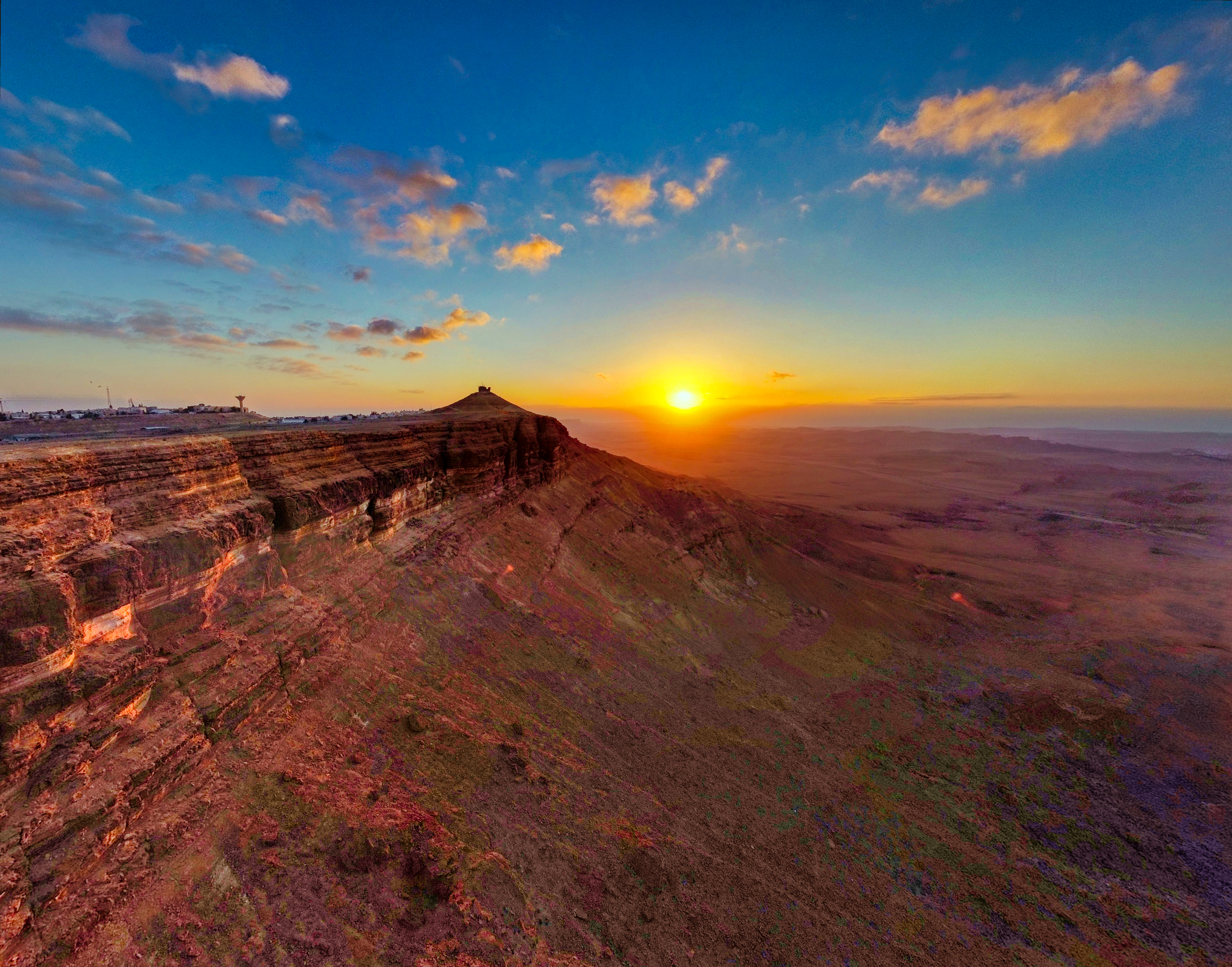
Nördlicher Kraterrand bei Mitzpe Ramon

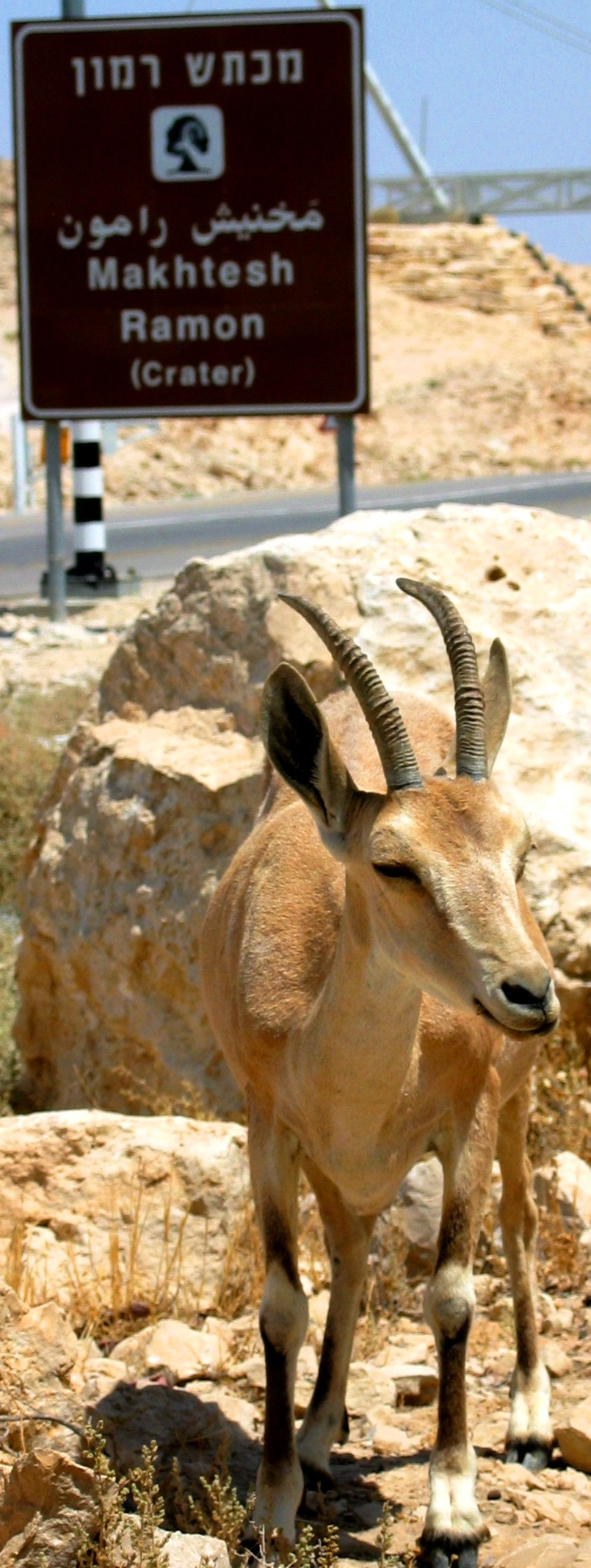
Nubischer Steinbock vor einem Hinweisschild

Der Machtesch Ramon (hebräisch מַכְתֵּשׁ רָמוֹן; arabisch وادي الرمان, DMG Wādī al-Rumān) oder Ramon-Krater in der Wüste Negev ist der größte der steilwandigen Erosionskessel (Machteschim, „Erosionskrater“) des Negev. In der größten Ausdehnung misst er fast 40 km, er ist zwischen 2 und 10 km breit und 500 m tief. Der gesamte Kessel ist ein Natur- und Landschaftsschutzgebiet, und nur eine nachhaltige touristische Nutzung ist erlaubt. Gleichzeitig dient er aber auch dem Militär und insbesondere der Israelischen Luftwaffe (IAF) als Trainingsgelände, die in der Nähe den Militärflugplatz Ramon mit Kampfjets und Angriffs-Hubschraubern betreibt.
Die vom Erosionsprozess freigelegten Sehenswürdigkeiten im Machtesch Ramon sind:
- Versteinerte Baumstämme
- Versteinerte Korallenriffe
- Dikes (Magmaspalten) eines kreidezeitlichen Vulkanismus und dadurch verändertes und gehärtetes Nebengestein
- Fossilien
- Metamorphe Gesteine
- Vielfarbige Sandsteinschichten

Am nördlichen Rand liegt das Wüstenstädtchen Mitzpe Ramon, das über ein Besucherzentrum verfügt.
Der Machtesch Ramon ist Teil des Israel National Trails, Israels längstem Fernwanderwegs. Auf diesem durchwandert man den Kesselgrund auf einer Strecke von 19,2 Kilometern und legt dabei eine Höhendistanz von 747 Metern zurück.

## Fauna
Die Fauna dieser Wüstenregion ist besonders vielfältig. Im Gebiet des Machtesch leben neben Dorkasgazellen und Nubischen Steinböcken auch Asiatische Halbesel, die in jüngerer Zeit ausgewildert wurden. Im Jahr 1995 hatten sie sich auf 40 fortpflanzungsfähige Tiere vermehrt. Die Tiere sind Kreuzungen aus dem Turkmenischen Halbesel (E. h. kulan) und dem Persischen Halbesel (E. h. onager). Die ursprünglich heimische Unterart, der Syrische Halbesel (E. h. hemippus) ist gänzlich ausgestorben.
Einige kleine Quelloasen dienen den Tieren als Wasserstellen. Im Machtesch gibt es große Gipsvorkommen, deren Abbau jedoch eingestellt wurde.

Der Machtesch Ramon
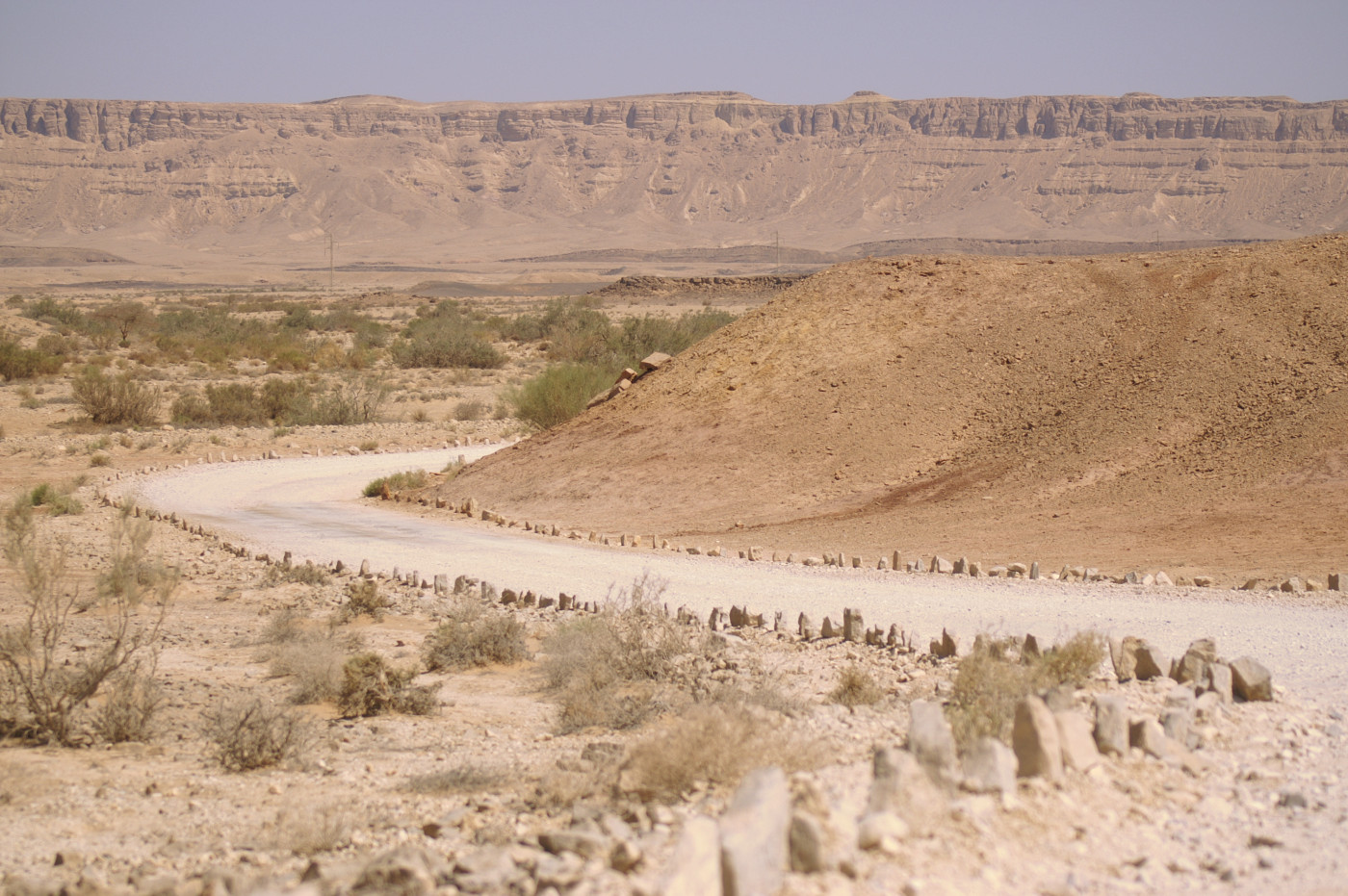
Straße im Krater
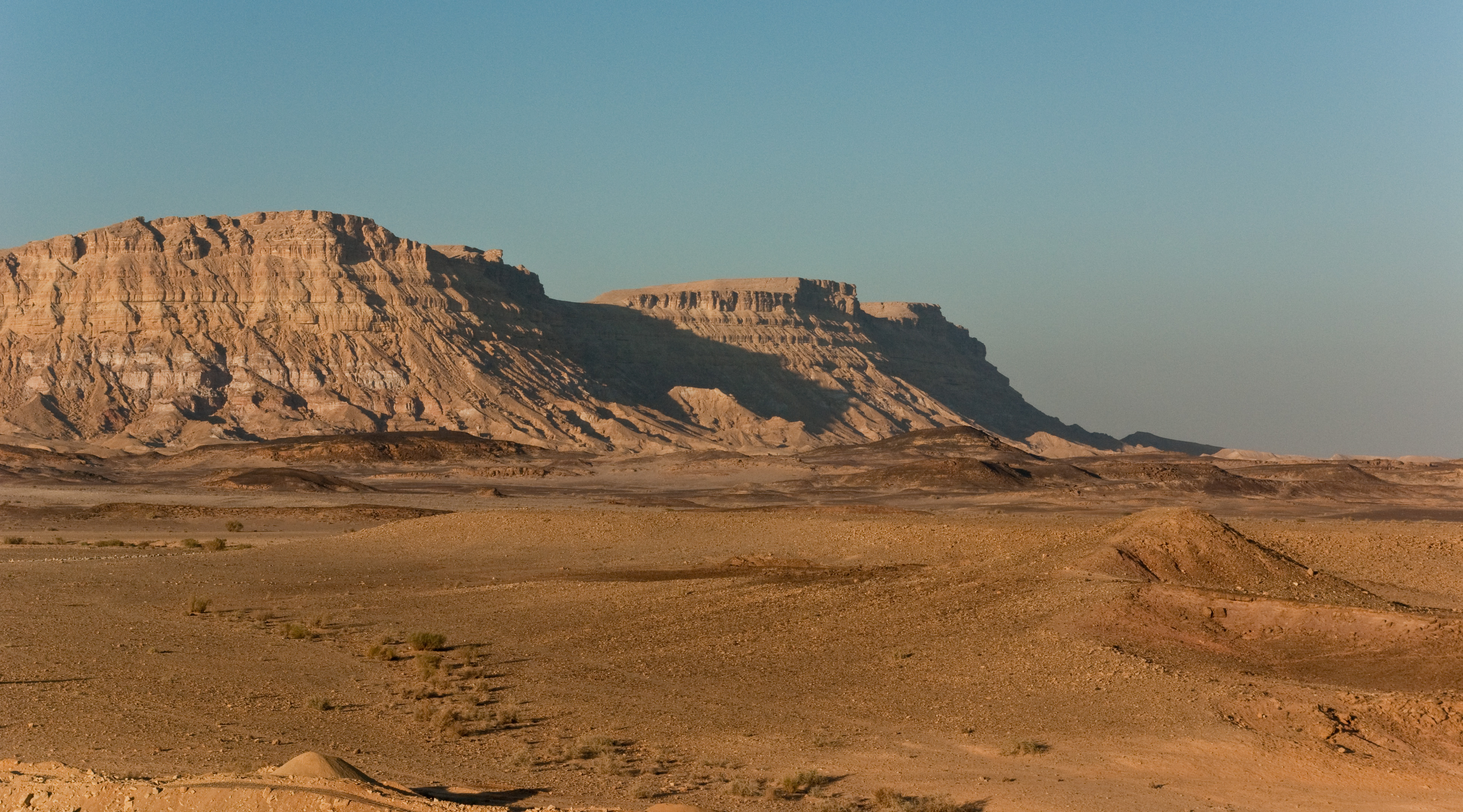
Erodierte Tafelberge
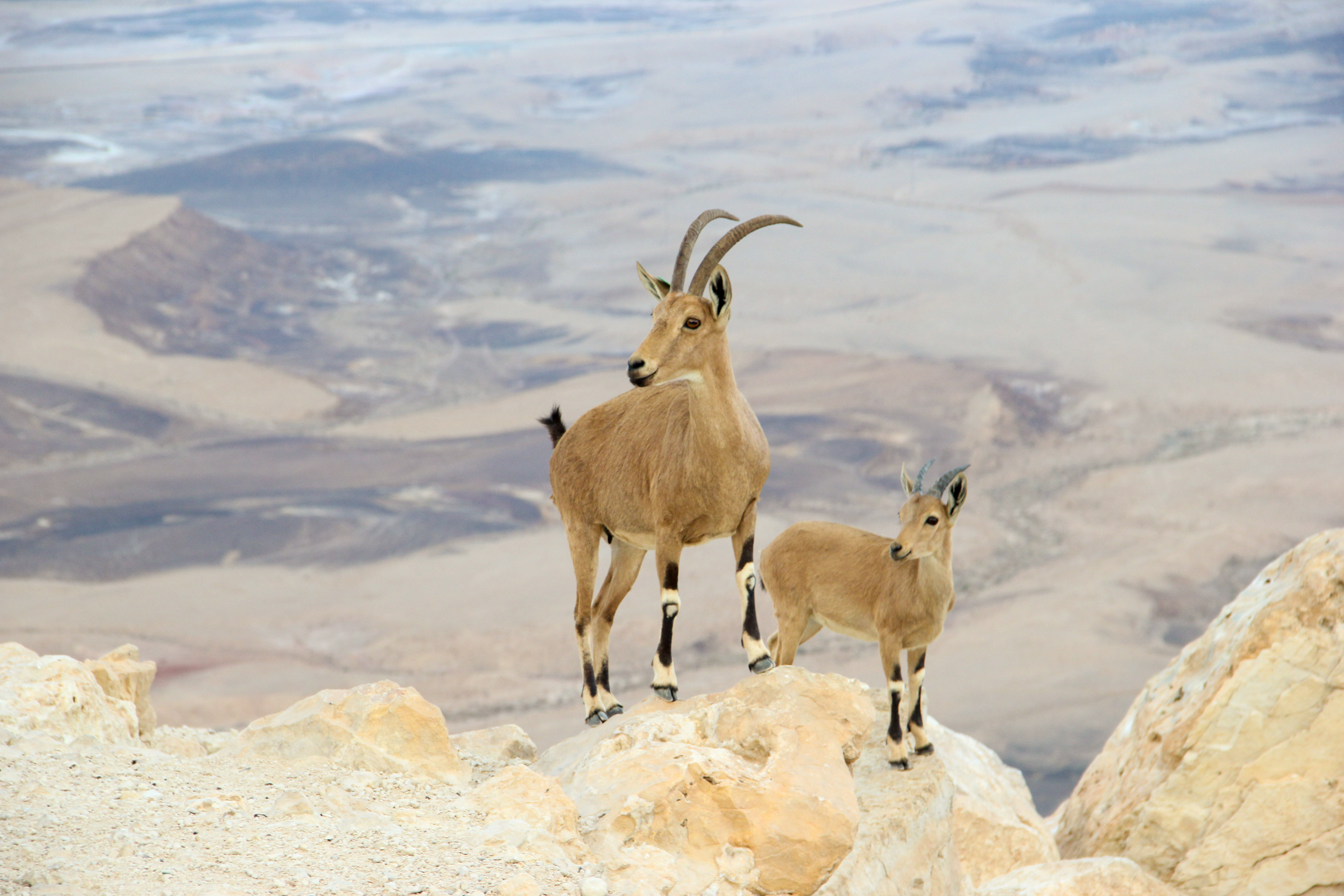
Nubische Steinböcke